# Phyllodes inspicillator
Phyllodes inspicillator là một loài bướm đêm trong họ Noctuidae.